# Sisebuto
Sisebuto foi o vigésimo terceiro rei visigodo. Sucedeu a Gundemaro e reinou desde a primavera de 612 até fevereiro de 621. Provavelmente tinha a mesma origem nobre de seu antecessor. A Sisebuto deve-se que atribuir a construção da Igreja de Santa Leocádia em Toledo, que mais tarde foi sede de quatro concílios.
De acordo com Edward Gibbon, Sisebuto, atraído pela riqueza acumulada pelos judeus que viviam na Espanha desde a época do imperador Adriano, fez a perseguição aos judeus atingir o seu máximo, forçando 90.000 judeus a receberem o batismo, os que se recusaram tiveram suas fortunas confiscadas e seus corpos torturados.
Sisebuto morreu em fevereiro de 621 em Toledo em circunstâncias estranhas e foi sucedido por seu filho Recaredo II.